# اختبار لي

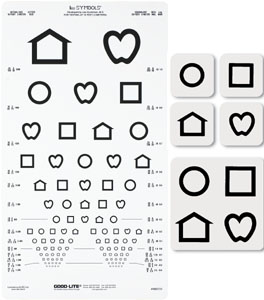
إختبار الأشكال "لي" يتكون من المربع والتفاحة والبيت والدائرة

منظومة اختبار الرؤية «لي» عبارة عن مجموعة من اختبارات العيون المصممة خصيصا للأطفال الذين لا يجيدون قراءة الأحرف الأبجدية التي تستخدم عادة لقياس حدة الرؤية. توجد أشكال وأنواع مختلفة لإختبارات لي يمكن من خلالها تقييم القدرات للرؤية القريبة والرؤية البعيدة للأجسام. أيضا، يتميز اختبار «لي» بمقدرته على تقييم الوظائف البصرية المهنية مثل حس التباين والمجال البصري ورؤية الألوان والإدراك البصري والتكيف البصري للأجسام القريبة والبعيدة.

## تاريخ اختبار العيون «لي»

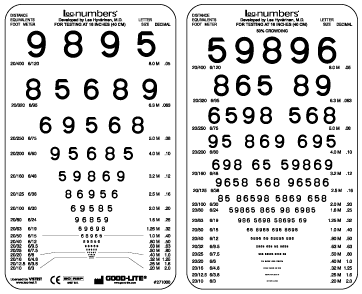
اختبار الأرقام "لي"

النسخة الأولى من منظومة الرؤية «لي» استحدثت عام 1976 بواسطة طبيب عيون الأطفال الفنلندي «لي هيفايرن» الذي أكمل أطروحته في تصوير شبكية العين بصبغة الفلوروسين وقام بإنشاء أول مختبر طبي للعيون في فلندا. الدكتور «لي» عمل عام 1967 كزميل اكلينيكي في مؤسسة «ويلمر» للعيون التابعة لمستشفى جونز هوبكنز. خلال فترة السبعينيات الميلادية التي قضاها في عمله في مجال العيون أصبح شغوفا في مجال تقييم وتأهيل البصر وتدريب الفرق الطبية وتصميم وابتكار طرق وأجهزة جديدة لتقييم وقياس البصر. أول ابتكاراته كانت منظومة اختبار الرؤية «لي» باستخدام الرموز ثم تلتها منظومة اختبار الرؤية «لي» باستخدام الأرقام الذي استخدم فيما بعد لتقييم الوظائف البصرية المهنية.

## دقة اختبار العيون «لي»
لو قمنا بعمل مقارنة بين منظومة اختبار الرؤية «لي» وبين طرق تقييم النظر المختلفة فسنجد أن منظومة اختبار الرؤية «لي» هو الوحيد الذي تمت مقارنته ومعايرته باختبار قياس النظر القياسي «لاندولت» الذي يستخدم بشكل واسع في مختلف دول العالم وذك من خلال استخدام حرف الأبجدية في اللغة الإنجليزية " C" في قياس حدة البصر بواسطة جدول «سنلن». علاوة على ذلك تم عمل اختبارات تجريبية على أشكال «لي» تم من خلالها التحقق من صلاحيتها وموثوقيتها واتساقها الداخلي في قياس حدة البصر. تم عمل دراسة بحثية عام 2006 على منظومة اختبار الرؤية «لي» في قياس حدة البصر للأطفال قبل سن المدرسة تبين من خلالها أن منظومة اختبار الرؤية «لي» ذات دقة عالية تصل إلى 95.9% وذات كلفة أقل واستهلاك للوقت أقل مقارنة بالوسائل الأخرى المستخدمة في قياس حدة النظر.

## أهمية اختبار العيون «لي»
التصميم الفريد لمنظومة اختبارات الرؤية «لي» برموزها وأشكالها المختلفة جعلت منها وسيلة وأداة قادرة على اكتشاف وتشخيص حالات ضعف بصر الأطفال في وقت مبكر مقارنة بغيرها من الوسائل التقليدية. أيضا، تكمن أهمية استخدام منظومة اختبارات الرؤية «لي» في حالات الإعاقة الحركية والذهنية لذوي الاحتياجات التعليمية الخاصة من الأطفال علما أن أكثر من نصف الأطفال المصابين بضعف البصر يعانون من عاهات وإعاقات أخرى.

## إصدارات اختبار العيون «لي»
منظومة اختبارات الرؤية «لي» تحتوي على أكثر من 40 اختبار متنوع تهدف إلى تقييم واكتشاف مختلف جوانب اعتلالات البصر والتواصل في الأطفال والبالغين. فيما يلي أهم أنواع هذه الاختبارات:

### اختبار الأشكال «لي»:
يعتبر الأقدم والأبسط بين منظومة اختبارات الرؤية «لي». يتكون اختبار الأشكال «لي» من أربعة أشكال وهي التفاحة والمضلع خماسي الأضلاع والمربع والدائرة. تم اختيار هذه الأشكال الأربعة لسهولة تسميتها والتعرف عليها كونها تشبه مجسمات تصادف بشكل متكرر في الحياة اليومية (التفاحة، البيت، النافذة، الخاتم) ويمكن التعرف عليها في سن مبكرة قبل التعرف على الحروف والأرقام المستخدمة في الطرق التقليدية لتقييم حدة البصر. هذه الأشكال الأربعة تكون في العادة على شكل مجسمات ثلاثية الأبعاد وبألوان مختلفة يمكن من خلاها تقييم حدة البصر لطفل عمره يصل إلى 14 شهرا.

### اختبار الأرقام «لي»
يعتبر الاختبار الثاني في الترتيب الذي استحدث بعد اختبار الأشكال «لي». يمكن من خلال هذا الاختبار قياس حدة النظر للأطفال والبالغين. تصميم هذا الاختبار يشبه إلى حد ما اختبار جدول «سنلن» التقليدي المستخدم في قياس حدة النظر. في هذا الاختبار يتم تصغير حجم خطوط الأرقام من أعلى إلى أسفل الصفحة لكي يقوم الطفل بقراءة أصغر خط ممكن.

### اختبار اتجاه الخطوط «لي»
يستخدم هذا الاختبار عادة للأطفال الذين يعانون من إعاقات بصرية شديدة أو إعاقات دماغية لا تمكنهم من استخدام النوعين الأولين من اختبارات منظومة الرؤية «لي». في هذا الاختبار يتم الاستعانة بألواح على شكل مضرب تنس مخططة بلون أسود وأبيض على شكل متتابع. يتم تحريك هذه الألواح في مختلف الاتجاهات ويتم بعدها إخبار الطفل بتحريك يده في اتجاه موازي لهذه الخطوط.

### اختبار حساسية التباين «لي»

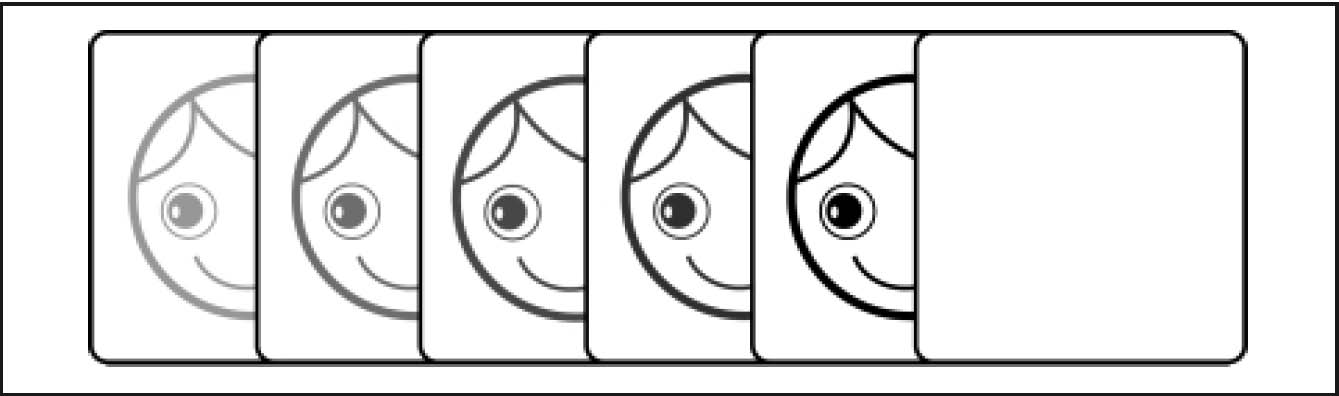
اختبار حساسية التباين "لي"

يعد أحد اختبارات منظومة «لي» الهامة التي يمكن من خلاها معرفة ما إذا كان الطفل يعاني من صعوبات في إدراك الإشارات البصرية الصادرة من لغة الجسد أو تعابير الوجه. يتم في هذا الاختبار استخدام بطاقات تحتوي على أشكال كرتونية ذات تباين مختلف يتم من خلالها اختبار قدرة الطفل على التعرف عليها.